# Сборная Закарпатья по футболу
Сборная Закарпатья по футболу (венг. Kárpátalja) — представляет венгерское население Закарпатской области Украины, где проживает до 150 тысяч венгров (12 % населения области). Сборная Закарпатья не входит в ФИФА и УЕФА, но является членом организации ConIFA.

## История
Свою первую игру команда провела 16 августа 2014 года против сборной Секейского края и уступила со счётом (0:5). В августе 2016 года команда участвовала в Кубке Венгерского наследия, который прошёл в городе Сарваш, где выступали ещё три команды венгерских диаспор. В полуфинале Закарпатье уступило Фельвидеку (команда словацких венгров) (1:1 основное время и 4:5 по пенальти). Игра за третье место завершилась победой над командой Секейского края (румынских венгров) со счётом (5:3).
Команда дебютировала в чемпионате Европы ConIFA во время его второго розыгрыша в 2017 году, который прошёл в Северном Кипре. Командой руководил Кристиан Миле. Сборная Закарпатья заняла место Окситании, которая снялась с розыгрыша турнира. Первая игра завершилась поражением от хозяев чемпионата — сборной Северного Кипра со счётом (0:1). Затем венгры Закарпатья сыграли вничью с Абхазией (1:1) и обыграли Южную Осетию (4:1). Таким образом, Закарпатье заняло третье место в своей группе и получило право сыграть в матче за пятое место с Элан Ванин. Встреча завершилась победой венгров в серии пенальти (3:3 основное время и 4:3 по пенальти).
В мае 2018 года стало известно, что Фельвидек снялся с розыгрыша чемпионата мира ConIFA 2018 года и заменён на сборную Закарпатья. Главным тренером команды стал Иштван Шандор, а спонсором команды являлся депутат Береговского районного совета Тиберий Фееш. На групповом этапе закарпатские венгры заняли первое место. Сыграв вничью с Северным Кипром (1:1) и обыграв Абхазию (2:0) с Тибетом (5:1). В четвертьфинале Закарпатье взяло верх над Каскадией (3:1), а в полуфинале над Секейским краем (4:2). Основное время финальной игры против Северного Кипра завершилось с нулевой ничьей, после чего в серии пенальти венгры одержали победу со счётом (3:2). Героем серии одиннадцатиметровых стал Чонгор Фейер, отразивший три удара.
Участие сборной Закарпатья в турнире было расценено некоторыми украинскими журналистами как проявление сепаратизма в Закарпатской области. Спустя пять дней после начала турнира об участии в нём сборной Закарпатья высказался депутат Верховной рады Украины Иван Спорыш:

Я не думаю, что с Закарпатья подтвердится эта информация. То, что подтвердится: Приднестровье, ДНР, ЛНР, Абхазия. По Закарпатью я больше, чем уверен, что это просто слухи, вот увидите, что оно всё развеется.

Министр иностранных дел Украины Павел Климкин после победы сборной Закарпатья в соревновании призвал правоохранительные органы страны «встретить команду с „дружественным“ приёмом на Родине и спросить, откуда у них финансирование, чьей поддержкой пользуются игроки да и вообще задать ещё много вопросов». Министр молодёжи и спорта Украины Игорь Жданов высказал своё возмущение участием Закарпатья в турнире ConIFA и призвал Службу безопасности Украины «должным образом отреагировать на такой откровенный акт спортивного сепаратизма», а также сказал о необходимости «допросить игроков команды, и детально проанализировать деятельность депутата-организатора „Карпатальи“ на предмет посягательства на территориальную целостность Украины и связки с террористическими и сепаратистскими группировками». Пресс-секретарь Закарпатской ОГА Ярослав Галас сказал о том, что «присутствие украинского флага на гербе команды категорически неприемлемо».
Федерация футбола Украины начала расследования в отношении футболистов, выступавших на турнире, которое может вылиться в отстранение их от участия в турнирах под эгидой ФФУ. Также футбольная организация призвала правоохранительные органы «обратить внимание на факт участия указанных игроков в соревнованиях, организованных ConIFA, и проверить их действия на предмет пропаганды сепаратизма и посягательства на территориальную целостность и неприкосновенность Украины». Пресс-секретарь управления Службы безопасности Украины в Закарпатской области Людмила Коршунова заявила, что по возвращении футболистов на Украину они будут опрошены сотрудниками СБУ.
ConIFA в ответ на обвинения команды Закарпатья заявила, что организация не имеет никакого отношения к политическому статусу своих ассоциаций-членов, а генеральный секретарь Саша Дюркоп призвал ФФУ и министра спорта Игоря Жданова пересмотреть свою позицию.

## Состав сборной
Следующие игроки были вызваны в состав сборной главным тренером Иштваном Шандором для участия в чемпионате мира ConIFA 2018.
| №  | Поз | Футболист        | Возраст                    | Клуб                         |
| -- | --- | ---------------- | -------------------------- | ---------------------------- |
| 1  | Вр  | Чонгор Фейер     | 11 мая 1995 (30 лет)       | Сепси ОСК                    |
| 20 | Вр  | Сергей Петранич  | 22 марта 1972 (53 года)    | без клуба (закончил карьеру) |
| 4  | Защ | Чаба Переш       | 20 октября 1996 (28 лет)   | Цегледи                      |
| 7  | Защ | Роберт Молнар    | 24 июня 1991 (34 года)     | Сольнок                      |
| 12 | Защ | Кристиан Миле    | 11 апреля 1983 (42 года)   | Ясбереньи                    |
| 14 | Защ | Янош Фееш        | 9 мая 1993 (32 года)       | Ясбереньи                    |
| 15 | Защ | Тамаш Хевеши-Тот | 29 сентября 1984 (40 лет)  | Сигетсентмиклоши             |
| 23 | Защ | Шандор Сидор     | 17 июня 1999 (26 лет)      | Тарпа                        |
| 24 | Защ | Левенте Ваго     | 15 сентября 1992 (32 года) | Мошонмадьяровари 1904        |
| 3  | ПЗ  | Антон Бидзиля    | 7 июня 2000 (25 лет)       | МТК                          |
| 5  | ПЗ  | Иштван Шандор    | 4 января 1986 (39 лет)     | Цегледи                      |
| 6  | ПЗ  | Дьордь Шандор    | 20 марта 1984 (41 год)     | Аквталь Чаквар               |
| 8  | ПЗ  | Золтан Бакша     | 2 января 1983 (42 года)    | Циганд                       |
| 9  | ПЗ  | Юрий Тома        | 27 апреля 1996 (29 лет)    | Циганд                       |
| 10 | ПЗ  | Александр Шведюк | 11 июля 1996 (29 лет)      | Бекешчаба 1912               |
| 11 | ПЗ  | Роланд Сабо      | 7 марта 1994 (31 год)      | Ньирбатори                   |
| 16 | ПЗ  | Шандор Вайда     | 14 декабря 1991 (33 года)  | Бальмазуйвароши              |
| 17 | ПЗ  | Рональд Такач    | 26 января 1998 (27 лет)    | МТК                          |
| 19 | ПЗ  | Дьюла Иллеш      | 9 ноября 1982 (42 года)    | Тарпа                        |
| 13 | Нап | Янош Фаркаш      | 1 января 1984 (41 год)     | Цегледи                      |
| 18 | Нап | Шандор Розман    | 16 марта 1989 (36 лет)     | Тарпа                        |
| 21 | Нап | Ференц Барта     | 18 апреля 1994 (31 год)    | Тарпа                        |
| 22 | Нап | Бенце Лизак      | 27 марта 1997 (28 лет)     | Вашарошнамень                |

В команду позже дозаявлен полузащитник Золт Гайдош (р. 4 февраля 1993, игрок клуба «Ньиредьхаза»).
1. ↑  Шандор Вайда заявил о том, что он и Шандор Розман (Александр Розман) не участвовали в турнире[32]
2. ↑  Шандор Вайда заявил о том, что он и Шандор Розман (Александр Розман) не участвовали в турнире[32]

## Статистика выступлений в турнирах

### ConIFA World Football Cup
| Год   | Место          | И              | В              | Н              | П              | ГЗ             | ГП             |
| ----- | -------------- | -------------- | -------------- | -------------- | -------------- | -------------- | -------------- |
| 2014  | Не участвовала | Не участвовала | Не участвовала | Не участвовала | Не участвовала | Не участвовала | Не участвовала |
| 2016  | Не участвовала | Не участвовала | Не участвовала | Не участвовала | Не участвовала | Не участвовала | Не участвовала |
| 2018  | Чемпион        | 6              | 4              | 2              | 0              | 15             | 5              |
| Итого | 1/3            | 6              | 4              | 2              | 0              | 15             | 5              |

### ConIFA European Football Cup
| Год   | Место          | И              | В              | Н              | П              | ГЗ             | ГП             |
| ----- | -------------- | -------------- | -------------- | -------------- | -------------- | -------------- | -------------- |
| 2015  | Не участвовала | Не участвовала | Не участвовала | Не участвовала | Не участвовала | Не участвовала | Не участвовала |
| 2017  | 5-е            | 4              | 1              | 2              | 1              | 9              | 7              |
| Итого | 1/2            | 4              | 1              | 2              | 1              | 9              | 7              |

## Соперники
По состоянию на 11 июня 2018 (по окончании ConIFA World Football Cup 2018)
| Соперник       | И  | В | Н | П | Заб | Пр | РМ |
| -------------- | -- | - | - | - | --- | -- | -- |
| Абхазия        | 2  | 1 | 1 | 0 | 3   | 1  | 2  |
| Каскадия       | 1  | 1 | 0 | 0 | 3   | 1  | 2  |
| Северный Кипр  | 3  | 0 | 2 | 1 | 1   | 2  | -1 |
| Секейский край | 3  | 2 | 0 | 1 | 9   | 10 | -1 |
| Тибет          | 1  | 1 | 0 | 0 | 5   | 1  | 4  |
| Фелвидек       | 1  | 0 | 1 | 0 | 1   | 1  | 0  |
| Элан Ванин     | 1  | 0 | 1 | 0 | 3   | 3  | 0  |
| Южная Осетия   | 1  | 1 | 0 | 0 | 4   | 1  | 3  |
| Итого          | 13 | 6 | 5 | 2 | 29  | 20 | −9 |